# Paraglyphesis
Genre
Paraglyphesis est un genre d'araignées aranéomorphes de la famille des Linyphiidae.

## Distribution
Les espèces de ce genre sont endémiques de Russie.

## Liste des espèces
Selon World Spider Catalog (version 16.5, 12/11/2015) :
- Paraglyphesis lasiargoides Eskov, 1991
- Paraglyphesis monticola Eskov, 1991
- Paraglyphesis polaris Eskov, 1991

## Publication originale
- Eskov, 1991 : New linyphiid spiders from Siberia and the Far East 2. The genus Paraglyphesis gen. nov. (Arachnida, Araneae: Linyphiidae). Reichenbachia, vol. 28, p. 103-107.